# Тенсифт
Тенси́фт (Уэд-Тенсифт; араб. تانسيفت‎) — река в Марокко. Длина — 270 км. Площадь водосборного бассейна — 19 850 км².
Исток находится в горах Высокого Атласа, впадает в Атлантический океан.
Воды реки используются для орошения